# Phygadeuon kochiensis
Phygadeuon kochiensis är en stekelart som beskrevs av Tohru Uchida 1936. Phygadeuon kochiensis ingår i släktet Phygadeuon och familjen brokparasitsteklar. Inga underarter finns listade i Catalogue of Life.